# SoftBank (携帯電話)
SoftBank（ソフトバンク）は、ソフトバンク株式会社が展開する携帯電話のサービスブランドの一つである。
デジタルホン/デジタルツーカー→J-PHONE→ボーダフォンの流れを汲む。

## 事業展開
1991年 - 1992年に日本テレコム株式会社が主体となり、東名阪で第二世代携帯電話事業のデジタルホンを設立。
1994年から日産自動車（以下「日産」）が主体のツーカーグループと同時に、NTTドコモ、DDIセルラー/IDOグループ（現KDDIのau）に続く第3勢力として、第二世代携帯電話の事業開始。東名阪以外の地区は日産と日本テレコムとの共同出資で旧デジタルツーカーを設立し、1996年1月より、ツーカーグループと合同で全国展開が行われた。

### デジタルホン
- 1991年
  - 7月6日 - 東京デジタルホン設立。
  - 11月25日 - 関西デジタルホン設立。イメージキャラクターに千葉真一とクエンティン・タランティーノを起用したCMや広告を展開。
- 1992年3月7日 - 東海デジタルホン設立、鈴木杏樹をCMに起用。

### デジタルツーカー
- 1994年
  - 3月15日 - デジタルツーカー九州設立。
  - 10月28日 - デジタルツーカー中国設立。
- 1995年
  - 4月28日 - デジタルツーカー東北設立。
  - 7月28日 - デジタルツーカー北海道設立。
  - 9月4日 - デジタルツーカー北陸設立。
  - 10月4日 - デジタルツーカー四国設立。

### J-PHONE
- 1997年

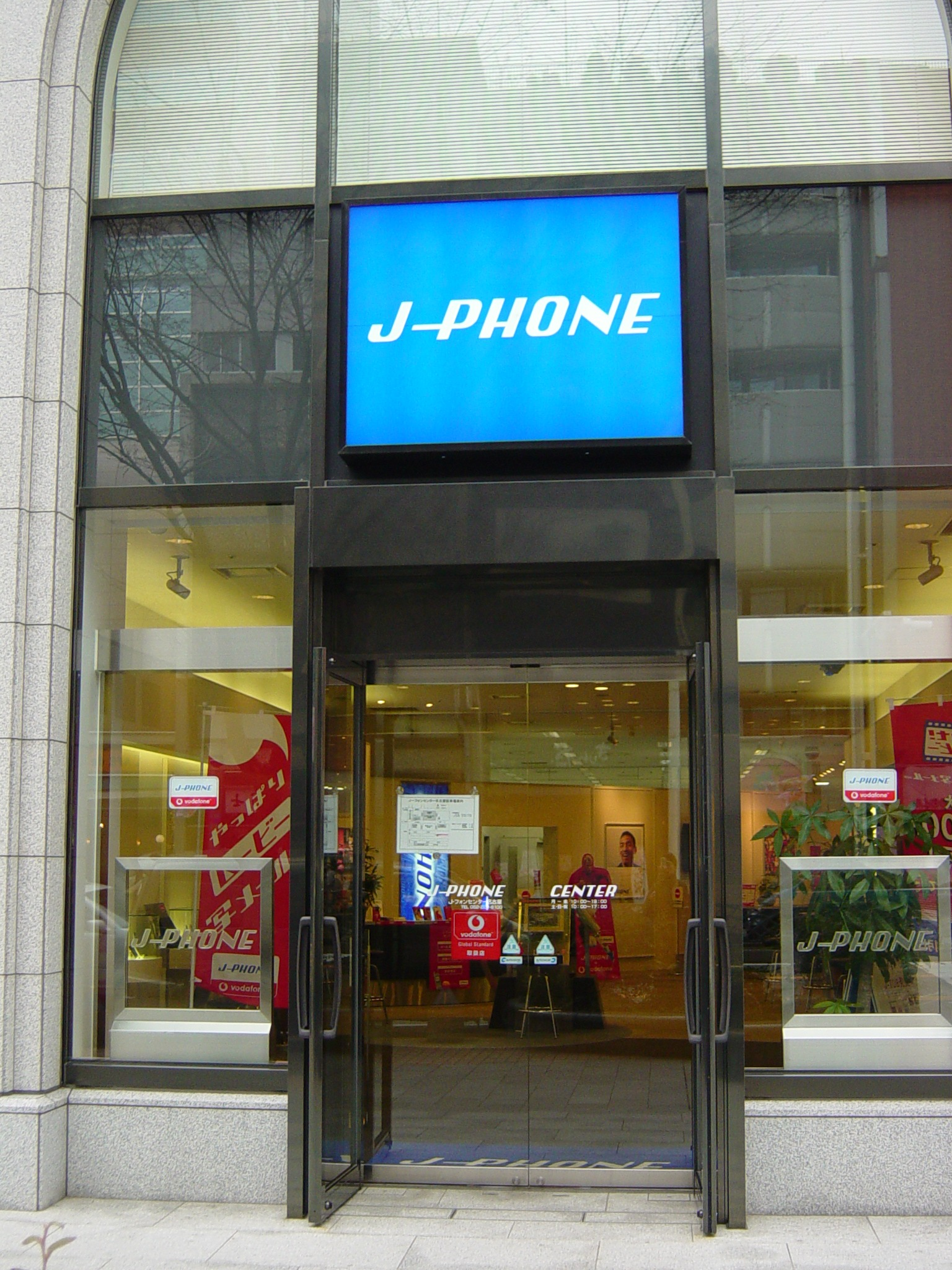
J-フォンセンター名古屋

  - 2月 - 東京デジタルホンがコミュニケーションネーム「J-PHONE」を使用開始。イメージキャラクターに永瀬正敏とキャシー・チャウ（中国語版）を起用したCMや広告を展開。
  - 11月 - 携帯電話でのEメール送受信サービスとしては日本初となるSky Walker（スカイウォーカー）を開始。
- 1998年
  - 3月 - イメージキャラクターに藤原紀香（当初は旧J-フォン東京地区のみ、後に東海地区を除く全国）や優香（東海地区のみ）や原田知世・フェイ・ウォン（どちらも関西地区のみ）を起用したCMや広告が展開され、OLなど女性を中心にブームが起こる。
- 1999年
  - 8月 - 日産の経営悪化で、携帯電話事業など自動車との関連が薄い事業からの撤退が発表され、日産が保有していたデジタルツーカー6社の株式を、デジタルホン3社を有する日本テレコムに譲渡。
  - 10月 - デジタルツーカー各社が「J-フォン」を冠した商号に変更し、全国統一ブランドとなった（デジタルツーカーの合弁相手であったツーカー3社は、第二電電（現在のKDDI[注釈 2]）に譲渡）。
  - 12月 - J-スカイサービス（現在のYahoo!ケータイ）開始。
- 2000年
  - 10月 - 9地域会社のうち東海のみが存続。北海道・東北・東京が東日本、関西・北陸・四国・中国、九州が西日本の2社へ集約統合し、全国3社体制となる。
  - 11月 - 現在のカメラ付き携帯電話のルーツになる機種（J-SH04）発売。
- 2001年
  - 6月 - 写メールキャンペーン開始。
  - 11月 - 東日本・東海・西日本の3社が持株会社に統合され、全国1社体制となる。
- 2002年
  - 3月 - 契約者数が、事業開始後初めてauを上回る。
- 2003年
  - 10月 - ブランド・会社名をVodafoneに改称。

### ボーダフォン
- 2001年

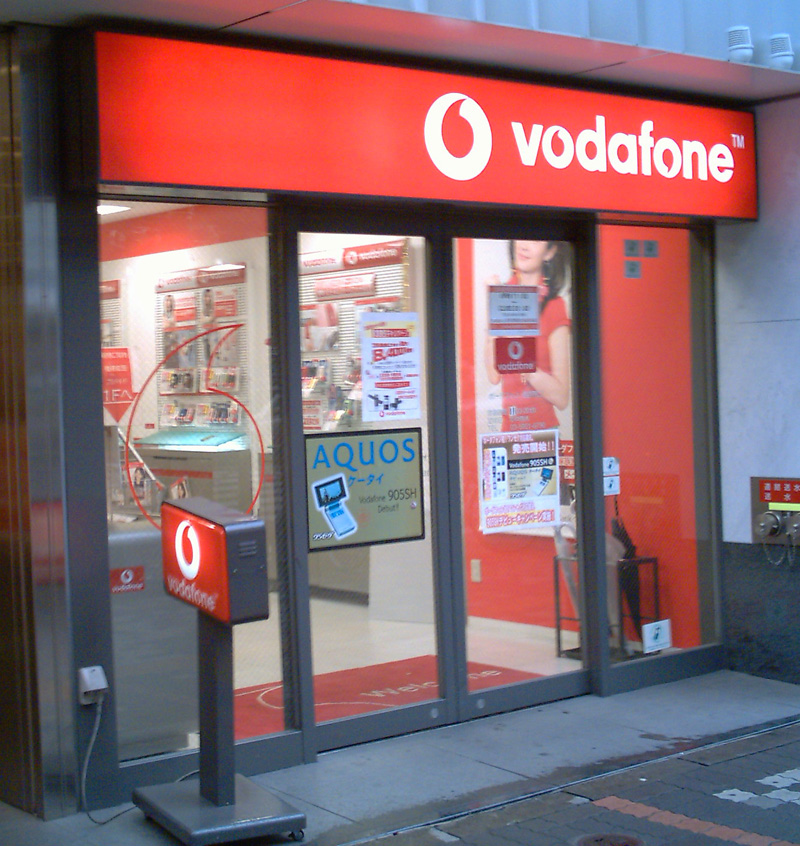
ボーダフォンショップ

  - 10月 - 筆頭株主である日本テレコムが英ボーダフォングループの傘下となったことに伴い、J-フォンもVodafoneグループとなった。これにより、2003年のブランド名変更まで、J-PHONEロゴの下にVodafoneロゴを並べる形のロゴマークに変更した。
- 2002年
  - 12月 - NTTドコモやエリクソンなどが中心となって開発した、W-CDMA方式（別名：UMTS）による第三世代携帯電話サービスVodafone Global Standard（略称VGS、2004年末発売シリーズから「Vodafone 3G」に名称変更）を開始。エリアは小型基地局を中心として急速に広めたが、一部の地域では最高速度が64kbpsに制限され、屋内や地下鉄のカバレッジにも問題があった。さらに、初期の端末はボーダフォンライブの機能が使えないなど、競合するNTTドコモのFOMA、auのCDMA 1Xに劣っていた。その間ボーダフォンは第2世代PDC方式サービスを主力とし、2004年末から発売のVodafone 3Gより第三世代へ注力することが発表された。
- 2003年
  - 10月1日 - 商号とブランド名共に「ボーダフォン」に改称。当初は社名に「J-フォン」を残したままボーダフォンブランドを導入する予定であったが、親会社の意向もあり、社長のダリル・E・グリーン（当時）の決断で社名も含めて変更することになった。なおボーダフォングループでは、通常社名がボーダフォン××と地域名が付く。これに倣うとボーダフォンジャパンとなるが、グループ内では「ボーダフォンK.K.」と定義された。また登記簿上の名称も（地域名を付けない）ボーダフォン株式会社とし、他地域のボーダフォン事業会社（OpCo: オプコという）にない名称となった。
- 2004年
  - 4月 - 前年のブランド名変更の際に掲げられた「ボーダフォンから10の約束」を、自社ウェブサイト上から削除し、以下のようなサービスの改定が発表された。
    - 「ハッピータイム」（土日祝日はVodafone端末に電話をすると終日1分5円）は「ハッピータイム2」（土日祝日のVodafone端末への電話は5分話せばその後の30分間が無料）となり、「TVコール」（テレビ電話）の通話料を音声通話と同額から1.8倍へと改定前の料金に戻すなど、迷走する姿が明らかになる。「ハッピーボーナス」（2年契約することで基本料金が安くなるなどの特典が受けられるオプション契約）などで顧客を集めた後の改定にユーザーから反感の声が上がった。ボーダフォンは料金改定の措置として「年間割引」や「ハッピーボーナス」の解除料を一時的に無料にした[1]。
    - 第三世代携帯電話サービスの遅れや料金制度の変更に対する強い不満を感じた契約者の解約などで、契約数は低迷。2004年3月期連結決算では減収減益。日本テレコム売却の影響もでて赤字に転落した。NTTドコモやKDDI(au)が増収増益で過去最高の最終利益を記録する中で対照的な結果となった。

  - 6月23日 - 社長のダリル・E・グリーンは役員改選の取締役会直前にして「一身上の都合」を理由に辞任（J.ブライアン・クラークが暫定的に社長を務める）。その後、インドの通信会社・TETEの社長に就任したが、2007年5月に退任。翌6月、再度来日しマンパワージャパンの代表取締役社長に就任した。
  - 7月 - 解約者数が新規契約者数を上回る。この状況を巻き返すため、8月、NTTドコモでiモードやFOMAの開発で中心的な役割を担ったNTTドコモ前副社長の津田志郎を社長に迎え入れることを発表した。
  - 11月21日 - Vodafone 3GシリーズおよびVGSシリーズ限定でパケット定額制サービス「パケットフリー」を開始した。
  - 12月1日 - 津田が社長に就任。また、2005年より埼玉県さいたま市のサッカークラブ・浦和レッドダイヤモンズのユニフォームスポンサーになる。
  - オンネットグループ内の通話が無料になるボーダフォンモバイルオフィス（通称：社員間通話定額）を開始（2005年改定）。
  - 3G端末の出遅れや3G冬モデルで採用された「世界共通ユーザインタフェース」への馴染みの無さからの敬遠、犯罪に悪用されるなどのプリペイド携帯へのネガティブイメージにより、2005年1月 - 3月に再び純減を記録。2005年4月より、津田が会長へ退き英ボーダフォン社長で元日本テレコム社長でもあり、日本の携帯ユーザーの志向や市場を知る、ウィリアム・T・モロー（通称: ビル・モロー）を社長に迎え入れることとなった。その後、国内市場のニーズに合わせた端末の導入などの梃入れを行い、加入者の激減に多少歯止めがかかった。
  - 12月31日 - この日をもって一部の旧デジタルツーカー端末によるツーカーへのローミングが廃止され、当該端末は東名阪地区での使用ができなくなった。
- 2005年
  - 4月20日 - 新たに3つの料金定額サービス（通称：ボーダフォン3つの定額、後に「LOVE定額」が加わり「ボーダフォン4つの定額」）を追加発表[2]。
  - 10月11日 - 携帯電話業界初、料金定額の新サービスLOVE定額を発表[3]。
- 2006年
  - 3月17日 - 英ボーダフォンはボーダフォン日本法人をソフトバンクに1兆7,500億円で譲渡することを決定。今後、日本法人の社名変更をする方針であることを明らかにした。
  - 4月4日 - 津田ほか6人の取締役の退任予定とソフトバンク側からの役員派遣予定が発表された（モローは留任）。
  - 9月1日 - 家族向け割引サービス「家族割引」改定。請求先名義や契約者名義の異なる回線で加入できるように改定され、また地域が異なる回線同士でも加入できるようになり、副回線も4回線から9回線に拡大される。これにより、単身赴任などでも加入でき、支払口座を個別にすることもできるようになった。
日本初の携帯電話端末の割賦支払制度スーパーボーナスを開始。
  - 9月13日 - iPod nanoと携帯電話のセット販売「スーパーボーナス + iPod nano」を開始。
  - 10月1日 - 商号を「ソフトバンクモバイル株式会社」へ変更。社名変更と同時にブランド名も「SoftBank」に変更。日本における「Vodafone」ブランドはわずか3年で消滅した。

4つの定額
家族通話定額
家族割引加入者を対象に、家族間の通話を月額315円の定額で利用できるプラン。
メール定額
3G端末を対象に、国内のSMS、MMS、VGSメールの送受信を月額840円の定額で利用できるプラン。
デュアルパケット定額
3G端末を対象に1,050円から4,095円の2段階でパケット通信を定額で利用できるプラン。
LOVE定額
全加入者（プリペイド式を含むがプリペイド式の電話からの発信は適用外）を対象に、登録した1件のボーダフォン携帯電話への、国内のSMS・MMS・スカイメール・ロングメールの送受信、通話（発信）を月額315円の定額で利用できるプラン（TVコールは2006年5月度までは定額の対象、その後は通常料金の半額）。

### SoftBank
- 2006年

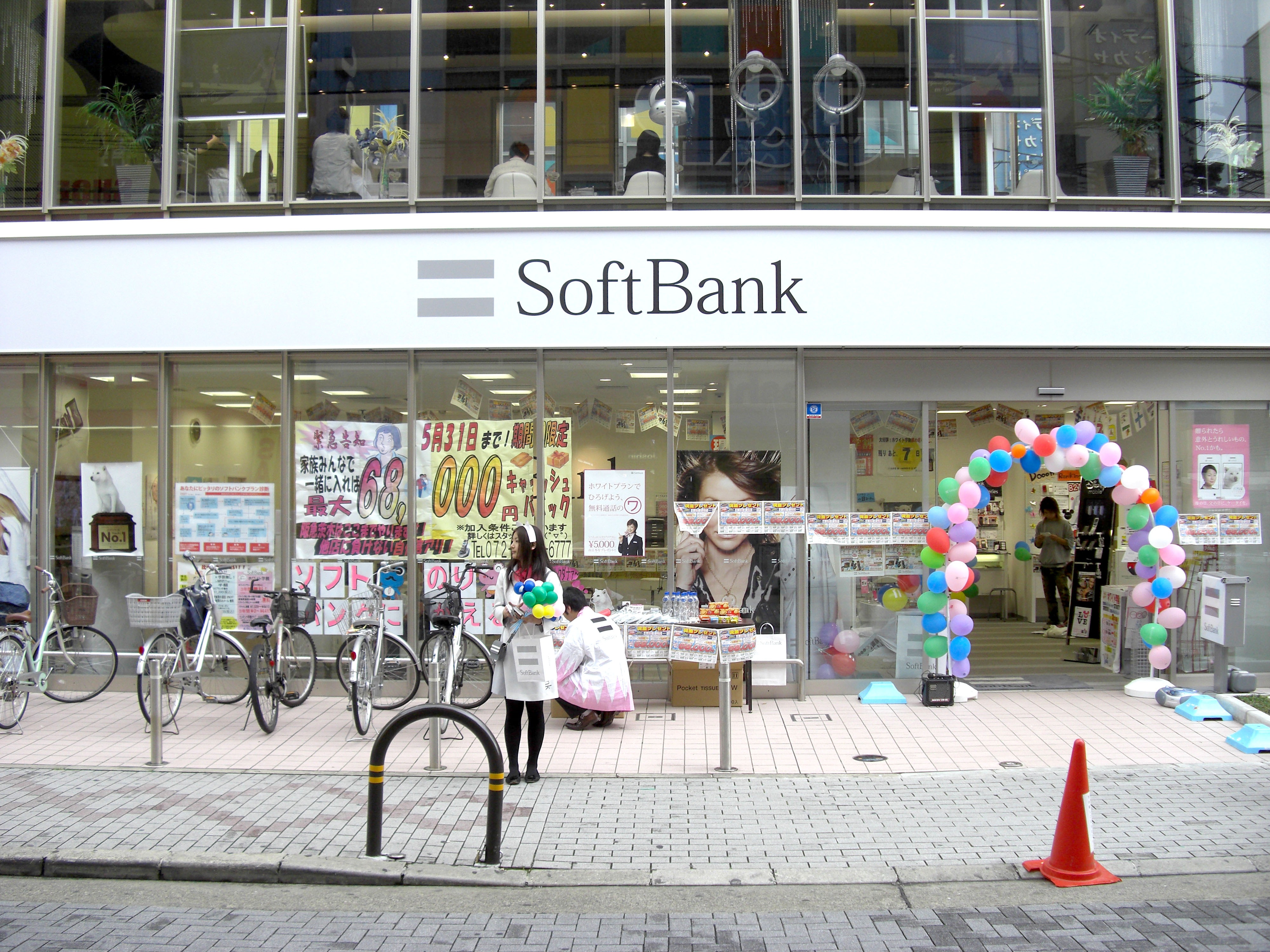
ソフトバンク阪急茨木

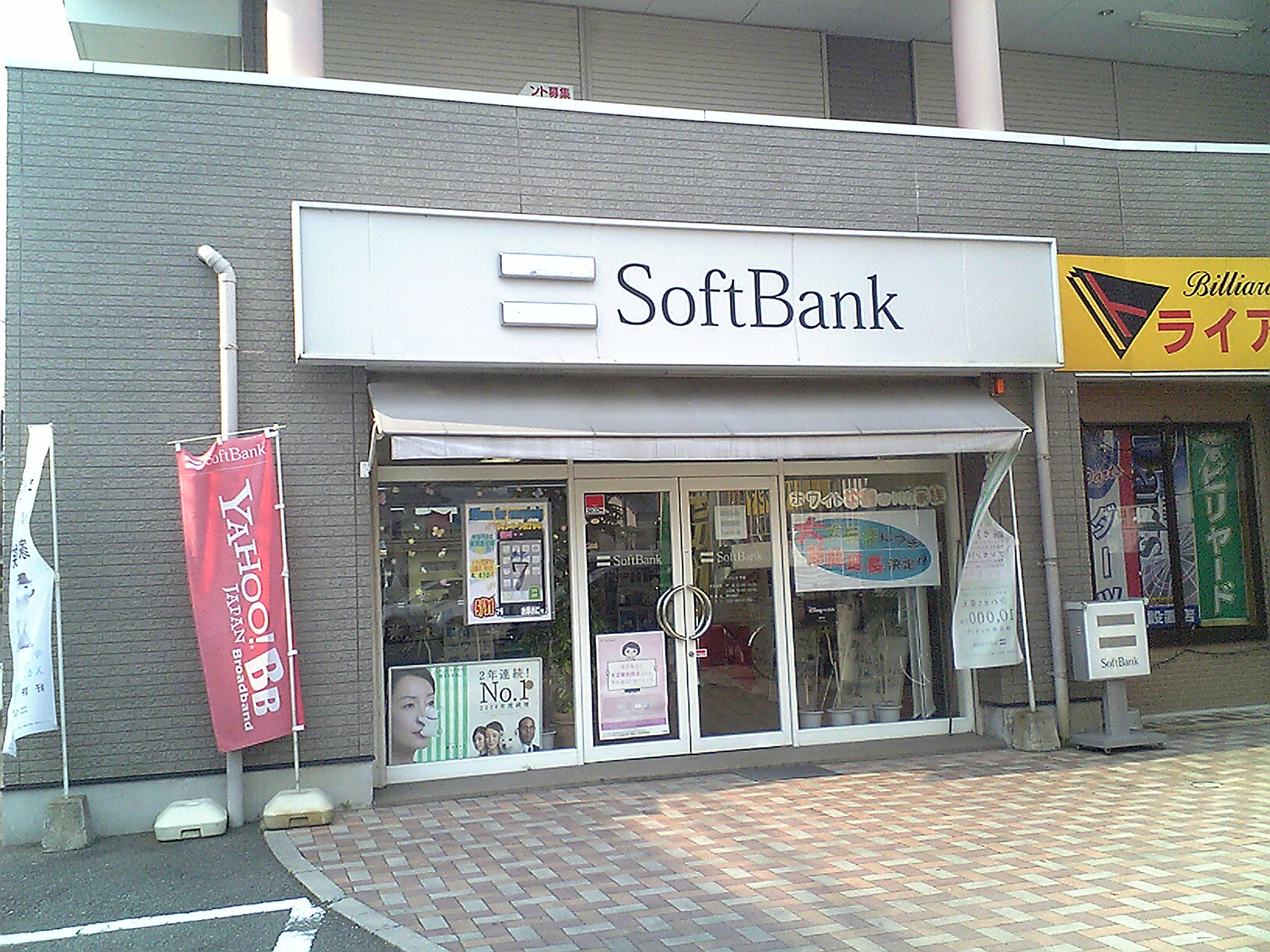
ソフトバンク今宿

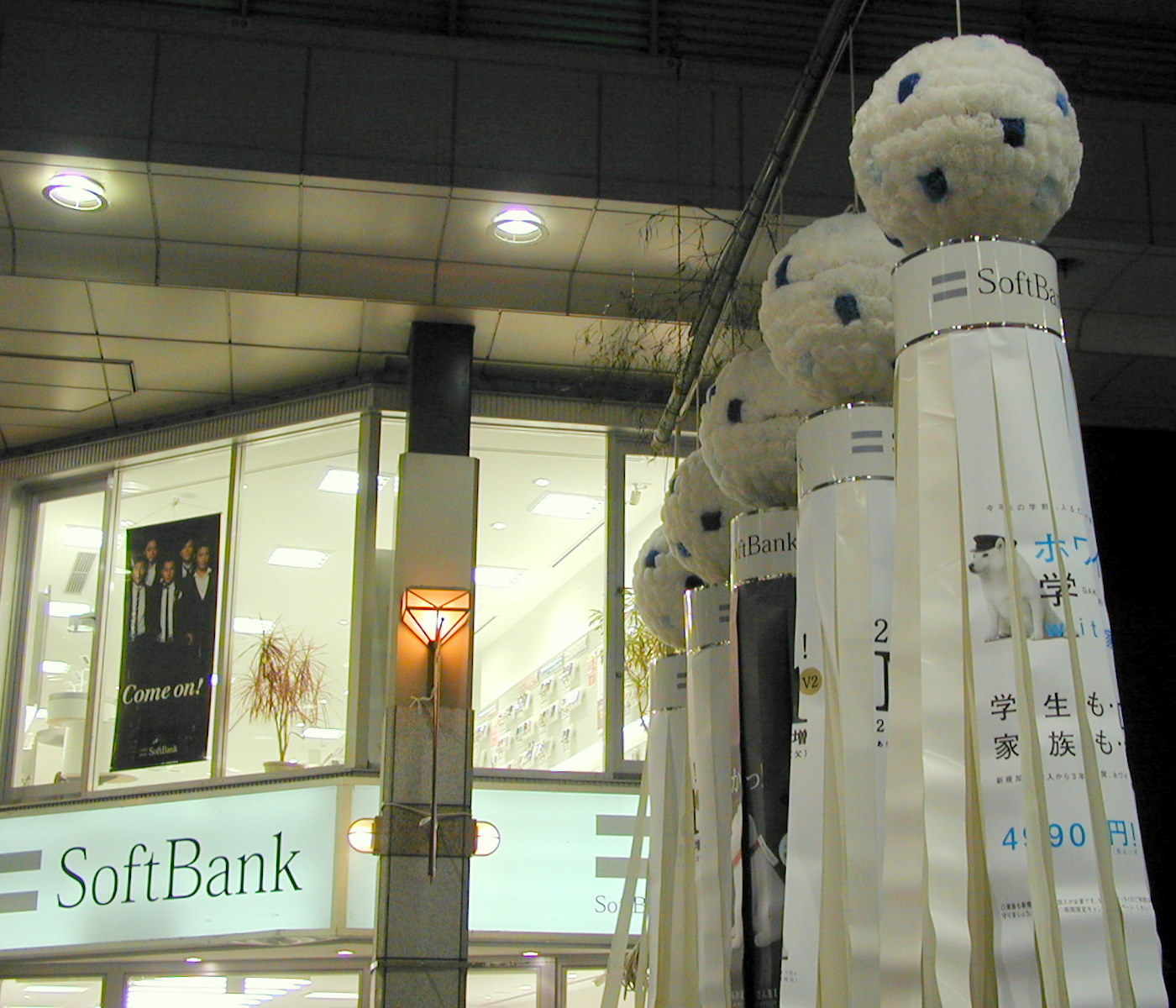
ソフトバンク仙台

  - 10月 - ソフトバンクモバイルへの社名変更およびブランド名の変更にあたり、10月以降変更または新規登録したメールアドレスに対しては新しいドメイン "softbank.ne.jp" を設定するが、それ以前に設定したアドレスについてドメインの変更をしない旨が告知された。
  - ボーダフォン時のサービス名称が変更された。下記は例。
    - 「Vodafone live!」→「Yahoo!ケータイ」（Y!ケータイ）（インターネット接続サービス）
    - メインページがポータルサイトYahoo! JAPANのソフトバンク携帯専用版（Yahoo!モバイル（他キャリア向けには現在も提供中）とは異なる）
    - 「Vアプリ」→「S!アプリ」（アプリサービス）
    - 「ボーダフォンライブ!基本使用料」」→「S!ベーシックパック」
    - 「Vodafone 3G」→「SoftBank 3G」
    - 携帯電話端末「V6-2シリーズ」→「SoftBank 6-2」

  - 10月23日 - ソフトバンク携帯電話同士の通話料とSMSの利用が無料（翌24日にMMS無料も発表）となる新料金プランの「ゴールドプラン」、割賦契約の「新スーパーボーナス」及び2007年1月15日までに契約すると基本料がずっと70%オフやオプション、基本使用料が一定期間無料になる「ソフトバンク大創業祭キャンペーン」の3つから成る「予想外割」を発表。同時に、「ブループラン」・「オレンジプラン」の2つの新料金プラン、全機種購入料金（頭金）「0円」も発表。
  - 10月24日 - 番号ポータビリティ (MNP) では、ソフトバンクへの転入はSoftBank 3G契約のみ受け付け、SoftBank 6-2の契約は受け付けない。
  - 10月31日 - 新しく打ち出した全機種の通話料・メール代「0円」広告に対し、0円となる条件がわかりにくかったことから公正取引委員会が景品表示法違反の疑いがあるとして調査を開始[4]。
  - 11月1日 - 公正取引委員会の指導により、ソフトバンクモバイルは「0円」広告を修正することを発表[5]。
  - 11月2日 - ソフトバンクモバイルのサイトに『「0円」への質問にお答えします。』と題した、質問集などを掲載。
  - 12月12日 -「景品表示法第4条第1項第2号（有利誤認）の規定に違反するおそれがある表示を行っていた」として、公正取引委員会から警告を受ける（⇒広告・テレビCMに関する問題）。
- 2007年
  - 1月 - 1月課金分の料金からユニバーサルサービス料が設定。
  - 1月5日 - 月額基本使用料980円の新料金プラン「ホワイトプラン」を発表。
  - 1月25日 - ホワイトプラン専用の割引サービス「Wホワイト」を発表。
  - 5月10日 - ホワイトプラン加入者に対して、追加料金なしで家族割引加入回線間の通話が24時間無料になるサービス「ホワイト家族24」を発表。
  - 9月28日 - ボーダフォン時代から展開していたS!CASTとS!ケータイ動画のサービスを終了。ケータイ動画はYahoo!動画β版へ移行。
  - 10月5日 - auの新サービス「シンプルコース」の各料金プランに対抗する「シンプルオレンジS」「シンプルオレンジL」を発表。auの場合と異なり、特にコース分けはされず、代わりに「新スーパーボーナス」による端末購入を条件とし、さらにシンプルオレンジ選択時のスーパーボーナス特別割引額を減額することで対応した。
  - 12月6日 - CM好感度調査『2007年度消費者のCM-Branding評価best10』にて、ソフトバンクモバイルが年間首位（2009年まで3年連続1位）に選ばれる。[6]
- 2008年
  - 1月10日 - ソフトバンク呼び出し音が全国でサービス開始。
  - 1月22日 - ウォルト・ディズニー・ジャパンが、ソフトバンクモバイルとの協業で行うディズニー・モバイルのサービス内容について発表。3月1日にサービス開始。
  - 1月28日 - S!キャストの後継サービスとして、S!情報チャンネルを開始。また、ティファニーと提携し823SHをベースとしたコラボレーションモデルの制作を発表。同時に、着せ替えパネル「JAPAN TEXTURE」も発表。京友禅の木村染匠が制作する「友禅」と京漆器の象彦が制作する「漆」2タイプが用意された。
    - パソコンのメールがケータイメールと同様に使える「PCメール」の導入を発表。

  - 2月1日 - 新規契約する学生ユーザーの基本使用料が3年間無料の「ホワイト学割」の受付・提供開始。
  - 2月4日 - 3Gプリペイドサービス「プリモバイル」を開始。
  - 2月14日 - 週刊新潮2月21日号記事より、在日韓国人のみ対象の割引サービスが報道される。なお、韓国人以外にも同様のプランがeLifeTimeや光通信（法人向け）などから提供されている。
  - 2月22日 - 最大10回線まで社員同士の通話が24時間無料となる「ホワイト法人24」を発表。また2月28日には「ホワイト法人24+」を発表。
  - 3月31日 -「パケットし放題」での「PCサイトダイレクト」利用時の上限額の値下げとブループラン用「パケット定額Biz」「パケット定額フル」の新規申し込み受付を終了。
  - 4月15日 - 既存加入者の「ホワイト学割」申し込み受付開始。2008年3月31日時点でSoftBank携帯電話利用者かつ学生だった者が対象で、この日以降最初の機種変更時に申し込み可能。
  - 4月24日 - ソフトバンクとチャイナモバイル、ボーダフォンが合弁会社「ジョイント・イノベーション・ラボ（JIL）」を同年夏をめどに設立すると発表。JILは携帯電話向けインターネットサービスの高度化を目指して新技術やサービスを開発することを目的とする。
  - 5月8日 - BBフォンとの通話が24時間無料となる「ホワイトコール24」と、「おとくライン」を利用する法人向けの同様のサービス「ホワイトライン24」を発表。
  - 6月3日 -「ダブルナンバー」などの新サービスを発表。
  - 6月4日 - iPhoneの日本国内販売に関する契約を、米Apple社と締結したことを発表[7]。
  - 7月3日 - 第2世代携帯電話（PDC）サービスの終了を発表。
  - 7月11日 -「iPhone 3G」販売開始。
  - 11月21日] - ソフトバンク初のカシオ製端末・830CA販売。
  - 12月5日 - ソフトバンク初のシエラ･ワイヤレス製端末・C01SW販売。
- 2009年
  - 3月6日 - イー・モバイル網利用のパソコン向けモバイルデータ通信サービスを開始。
  - 4月1日 - 新たにベライゾン・ワイヤレスがJILへの参画を発表。また、最初の実績としてウィジェットの稼働環境などが2010年3月末をめどに提供される見通し[8]。
  - 6月26日 -「iPhone 3GS」販売開始。
- 2010年
  - 3月28日 -「電波改善宣言」と称して、基地局の増設、自宅・店舗用小型基地局の提供、Wi-Fiルータの提供を発表[9]。
  - 3月31日 - Softbank 6-2のサービスを終了。
  - 5月28日 -「iPad」の日本国内独占発売開始。
  - 6月24日 -「iPhone 4」発売開始。
  - 6月28日 - 7月21日に、一部の国・地域への国際ローミング時の通信割引サービス「海外パケットし放題」の提供開始を発表[10]。
  - 12月15日 -「ソフトバンクかんたん保険」提供開始。
- 2011年
  - 2月 - 1.5GHz帯による高速データ通信サービス「ULTRA SPEED」を法人向けに提供開始。
  - 7月1日 - PSコミュニケーションズ株式会社が提供する「ほっと電報」の、ソフトバンク携帯電話からの送信受付サービスを開始。
  - 10月14日 -「iPhone 4S」発売。
- 2012年
  - 2月24日 - Wireless City PlanningのAXGP（TD-LTE）及びULTRA SPEEDを組み合わせたサービス「SoftBank 4G」を開始。
  - 2月29日 - 900MHz帯（15MHz幅×2）をソフトバンクモバイルへの割り当てが決定[11]。
  - 3月1日 - ソフトバンクモバイルへの割り当てが決定した900MHz帯によるサービスが総務省により認可され、その後行われた会見において900MHz帯によるサービスをプラチナ電波とすることを発表[12]。
  - 7月25日 - 新規に獲得した900MHz帯の一部（5MHz幅×2）を使用してW-CDMA (HSPA+) 方式によるサービスを開始。
  - 9月21日 -「iPhone 5」発売開始。
  - 10月1日 - イー・モバイルを運営するイー・アクセスと業務提携。親会社のソフトバンクによる完全子会社に伴うもので、1.7GHz帯のテザリングの総量規制緩和や実施時期の前倒しが行われる[13]。
- 2013年
  - 4月2日 - ダブルナンバーの新規受付を終了[14][15]。既存契約者へのサービスも2014年3月31日に終了した。
- 2014年
  - 6月7日 - 国内通話無料の新料金プラン「スマ放題」を発表。
  - 7月 - W-CDMA方式を運用していない残りの900MHz帯（10MHz幅×2）にてLTE方式によるサービスを開始。
  - 10月1日 -「Xperia」の取り扱いを発表。
  - 11月21日 -「Xperia Z3」発売開始。
- 2015年
  - 4月1日 - ソフトバンクBB株式会社、ソフトバンクテレコム株式会社、ワイモバイル株式会社を吸収合併[16]。

Y!mobileブランドの回線が、従来からの当社の回線使用分についても自社回線となり、SoftBankブランドとY!mobileブランドのAXGP回線とウィルコム3Gネットワークのうち、インターネットイニシアティブに譲渡して同社からサポート委託を受けている契約を除き、すべてがソフトバンクモバイルの自社回線で行う体制となった。なおブランドとしては会社の合併後も過去の経緯上の名残により、現在も「ソフトバンク」と「ワイモバイル」のデュアルブランドとして併存しており、それぞれの加入者サービスも引き続いて継続している。
- - 5月29日 -「Galaxy S6 Edge」発売開始。
- 2016年
  - 3月 -「パ・リーグLIVE」サービス終了（2月発表）[17]
- 2017年
  - 11月30日 - ディズニー・モバイル・オン・ソフトバンクのサービスを終了。
- 2018年
  - 10月10日 - 日本初上陸となるGoogle Pixelの取り扱いを発表[18]。
  - 11月1日 -「Google Pixel 3」発売開始。
- 2019年
  - 5月17日 -「Google Pixel 3a」発売を開始。
  - 9月12日 -「スマ放題」シリーズの新規受付を終了。同プランは3Gサービスで唯一契約可能なプランだったため、事実上3Gサービス自体の新規受付も終了となった。
  - 10月24日 -「Google Pixel 4」国内キャリアで独占発売。
  - 11月12日 - フォトビジョン・みまもりカメラ・みまもりホームセキュリティ・スマート体組成計の各専用プラン、シンプルスタイル（3Gケータイ／3Gスマートフォン）の新規受付を終了[19]。
- 2020年
  - 3月27日 - SoftBank 5Gのサービスを開始。
  - 10月13日 -「iPhone 12」発売開始。
  - 10月15日 -「Google Pixel 4a (5G)」を国内キャリアでの独占発売開始。
- 2021年
  - 7月14日 - eSIMのサービスを開始。当初はiPhoneとGoogle Pixelに対応。
  - 7月16日 - シャープとライカの共同開発機「LEITZ PHONE 1」の発売を開始。
  - 8月26日 -「Google Pixel 5a (5G)」を世界の通信事業者で唯一発売。
  - 11月17日 - 新プログラム「新トクするサポート」の提供を開始。
  - 11月26日 - バルミューダの「BALMUDA Phone」の発売を開始。
- 2022年
  - 12月16日 -「神ジューデン」スマホ第一弾となるシャオミの「Xiaomi 12 T Pro」を発売[20]。
- 2023年
  - 4月12日 - 緊急時にau回線が利用可能な「副回線サービス」の提供を開始。
  - 10月3日 - 新料金プラン「メリハリ無制限＋」の提供を開始。
  - 11月20日 - モトローラ・モビリティ製の廉価版折りたたみスマホ「motorola razr 40」の取り扱いを表明。
  - 12月27日 -「新トクするサポート(バリュー)」の提供を開始。[21]。
- 2024年
  - 1月17日 - 能登半島地震への対応として、3Gサービスの終了日を当初予定の同月31日から4月15日への延期を発表[22]。
  - 4月15日 - 石川県を除く地域での3Gサービスを終了[23]。
  - 7月31日 - 石川県での3Gサービスを終了。
- 2025年
  - 2月14日 -「Samsung Galaxy S25」を発売。ソフトバンクでのGalaxyの取り扱いは2015年以来、約10年ぶりとなる[24]。

## 現行のサービス

### 料金プラン
2020年3月12日時点で新規契約が可能なプラン
- メリハリプラン
最大50ギガバイトまでのデータ通信が可能。一部の動画・SNSサイトに対する通信をデータ通信料から除外する（カウントフリー）。カウントフリー対象分を含む月間通信量が2GB以下の場合、料金が1500円割引となる。なお当プラン契約の場合月月割の適用対象外となる。
- ミニフィットプラン
データ通信量に応じて料金が変動するプラン（閾値は1GB・2GB）。月間通信量の上限は5GBで、上限を超えた場合は通信速度が128kbpsに制限される。なお当プラン契約の場合月月割の適用対象外となる。
- 通話オプション
上記2プランとセットで契約する通話料金プラン。1回5分以内の通話が無料になる「準定額オプション+」およびほぼ全ての通話が無料になる「定額オプション+」を別途付加することができる。
- シンプルスタイル
2008年2月4日新規受付開始した、料金先払い(プリペイド)制プラン。2019年11月13日以降は4Gのみ。

2020年3月11日に新規契約受付を終了したプラン
- ウルトラギガモンスター＋（データ定額50GB＋）
最大50ギガバイトまでのデータ通信が可能。一部の動画・SNSサイトに対する通信をデータ通信料から除外する（カウントフリー）。当プラン契約の場合月月割の適用対象外となる。
  - ※3日間で3GB以上を通信した場合は、翌日が速度制限の対象となる。[要出典]
  - :※動画や音楽等のコンテンツのストリーミング時は通信制御にて500kbpsに変換されるため、本来の品質より劣化したコンテンツしか鑑賞できない場合がある。[要出典]
- データ定額ミニモンスター
データ通信量に応じて料金が変動するプラン（閾値は1GB・2GB・4GB）。当プラン契約の場合月月割の適用対象外となる。

2019年9月12日に新規受付を終了したプラン
- スマ放題・スマ放題ライト
2014年7月受付を開始した料金プラン。2018年9月以降は、携帯・タブレット機種のみ契約可能。本プランの新規受付終了により、3G通常契約（シンプルスタイル・特殊端末以外）で契約可能なプランは消滅し、事実上3G通常契約自体の新規受付が同日をもって終了となった。

2018年9月までに新規契約受付を終了したプラン
- ホワイトプラン
申込時期によりサービス内容に相違があるが、広告等ではすべて「ホワイトプラン」表記である。
- ホワイトプランR
2012年11月1日から受付を開始した料金プランである。ホワイトプランNとの違いは、基本料が無料になる月がなくなったことと、初回の契約更新月が25ヶ月目のみになったことである。
- ホワイトプランN
2010年4月27日から2012年10月31日まで受け付けていた料金プランである。旧ホワイトプランに違約金（9500円（税抜）、更新月除く）付きの2年契約（2年ごとに自動更新）が付加された。障害者向けのハードフレンド割引が適用されている場合は、違約金付きの2年契約は免除される。ソフトバンクオンラインショップで新規契約で携帯電話端末を買うとホワイトプランNになる（旧ホワイトプランで利用している場合の機種変更の場合はそのまま）。
- 旧ホワイトプラン
2007年1月に登場した、ソフトバンクの主力料金プラン。2010年4月26日をもって新規受付終了。
- ゴールドプラン
2006年10月に登場。ホワイトプランの登場で存在価値が薄れている。2015年8月31日をもって新規受付終了。
- オレンジプラン
2006年10月に登場した、auのCDMA 1X、CDMA 1X WINの2つの料金プランより基本使用料が200円安い料金プラン。2015年8月31日をもって新規受付終了。
- ブループラン
2006年10月に登場した、NTTドコモのFOMA・movaの新・料金プランより基本使用料が200円安い料金プラン。2015年8月31日をもって新規受付終了。
- レッドプラン
ボーダフォン時代の料金プランで、2007年3月で新規受付終了。

### 主なオプション
ウェブ使用料
Web、S!メール(MMS)などの基本サービス。月額300円（税抜）。
S!メール（MMS）どこでもアクセス
S!メール（@*.vodafone.ne.jp、@softbank.ne.jp）をブラウザー経由で利用できる。月額300円（税抜）。
あんしん保証パックプラス
あんしん保証パックとの違いは、ケータイなんでもサポート（単品での加入の場合、月額500円（税抜）。）が付くこと。月額650円（税抜）。
あんしん保証パック
修理無料になるパック。1年後の電池無料提供の特典や、機種変更時の特典等もある。月額500円（税抜）。
いかなる現象でも水濡れの痕跡を発見したら原因は水濡れ故障として扱われる（ソフトバンク本社より回答）
ケータイ基本パック（旧・スーパー便利パック→旧・基本オプションパック）
機能強化版の留守番電話や紛失時の遠隔ロック（対応機のみ）などのサービスをひとまとめにしたオプションパック。月額500円（税抜）。
スマートフォン基本パック
ケータイ基本パックのスマートフォン版で、ウイルス対策ソフトのマカフィーなど、パッケージ内容が一部スマートフォン向けに変更されたオプションパック。月額500円（税抜）。ただし、iPhoneの場合はiPhone基本パックとなり、内容も別となる（金額は同一）。
S!電話帳バックアップ（旧・S!アドレスブック）
電話帳のデータをサーバへ預けておき、機種変更時の移行や迷惑メール対策に利用できる。パソコンからの編集も可能。基本オプションパックに含まれ、単独で付与した場合は月額100円（税抜）。
パケットし放題
パケット定額制サービス。
請求書オプション
請求書を紙面で受け取りたい場合に付加するオプション。請求先ごとに月額100円（税抜）。「ハートフレンド割引」加入回線を含む請求先など、手数料が無料となる場合がある。

### サービス
- Yahoo!ケータイ
- 位置ナビ（旧・イチなび）(3G)
- S!情報チャンネル(3G)
- ちかチャット(3G)
- S!FeliCa(3G)
- PCサイトブラウザ(3G)
- PCサイトダイレクト（Xシリーズ）
- ソフトバンクワイヤレスアシスタント
- データ通信
- アクセスインターネット - プロバイダ契約をせずにインターネットに接続できるサービス
- TVコール（3G、Xシリーズ）
- 各種テレホンサービス
- 情報知っ得ダイヤル
- ソフトバンクモバイルグルメ
- きせかえアレンジ(3G)
- S!まとめて支払い(3G)
- ダブルナンバー(3G) - 2013年4月2日で新規加入受付終了[14][15]。既存加入者は継続。
- 世界対応ケータイ（旧・国際ローミング）（3G、Xシリーズ）

#### コンテンツ
- タダデコ(3G)
- タダコミ(3G)
- タダゲーム(3G)
- タダ歌ばん(3G)
- 電子コミック(3G)
- S!アプリ
- 着うた（6-5及び3G）
- 着うたフル(3G)
- コンテンツおすすめメール（旧・レコメール）(3G)
- S!GPSナビ(3G)

#### メール
- S!メール
- SMS

## 提供を終了したサービス
- スカイウェブ（デジタルホン/J-PHONE時代に提供されていた、スカイメールを利用した情報サービスおよびWWW閲覧サービス） - 2002年3月27日終了
- スカイファックス（携帯電話からファックスへ文字や写真を送信できるサービス） - 2007年6月30日終了
- オープンコンテンツ情報料課金サービス（非公式サイトの情報料集金サービス） - 2007年7月31日終了
- S!CAST(3G) - 2007年9月28日終了（2008年1月28日に類似サービスS!情報チャンネルを開始）
- S!ケータイ動画(3G) - 2007年9月30日終了
- 写メールカード - 2008年8月31日終了
- ソフトバンクワイヤレスアシスト(3G) - 2008年10月31日終了
- S!ミュージックコネクト（3G、Xシリーズ） - 2009年3月31日終了
- S!ループ(3G) - 2009年3月31日終了
- 第二世代携帯電話向けナンバーロック(6-2) - 2009年3月31日終了
- S!タウン(3G) - 2009年9月30日終了
- S!おなじみ操作(3G) - 2009年10月31日終了（ただし、ダウンロード済みのファイルを対応端末で利用することは可能）
- Yahoo! mocoa(3G) - 2009年12月2日終了
- S!一斉トーク（旧・サークルトーク）(3G) - 2011年9月30日終了
- S!ともだち状況（旧・ホットステータス）(3G) - 2011年9月30日終了
- 着デコ(3G) - 2011年9月30日終了
- SoftBank 6-2
  - 第2世代携帯電話（PDC方式）サービス。かつてのJフォン・ボーダフォン時代の主力サービス。2010年3月31日終了。
- ソフトバンクプリペイドサービス・Pj
  - SoftBank2シリーズ（V1-2シリーズ）端末による料金先払い制。2008年3月で新規受付停止。2010年3月31日終了。
- スカイメロディ・スカイメール（ロングメール・ロングEメール）・ステーション
  - いずれもSoftBank 6-2と同じく2010年3月31日終了。
- S!速報ニュース（旧・ライブモニター）(3G) - 2018年3月13日サービス終了。

## 信用情報機関への誤登録事件

### 概要
2013年10月2日、ソフトバンクは携帯端末を買った一部顧客の支払い情報を「未入金」と信用情報機関に誤登録したと発表した。携帯電話端末の分割支払いを適切に行っている利用者情報が、信用情報機関であるCIC（シー・アイ・シー）および日本信用情報機構に、誤って「携帯端末料金未払い利用者」として登録された。誤って登録された利用者情報は63,133件である。信用情報機関に加盟する企業が、それらの誤った情報を参照した回数は16,827件である。最大で3ヶ月間の支払い滞納者として登録された。利用者によっては、クレジットカード・ローン・家賃保証会社の与信審査に落ちるなどの弊害が発生している。

### 問題点
- 利用者から指摘された後、6ヶ月間公表を控えたこと。信用情報機関の加盟企業が機関に情報を照会した記録（申込情報）は6ヶ月で消去されるため、それ以前に誤った情報が参照されたことを調べることができない。
- 発覚した時点で早期の情報公開を行うことで、被害が最小限にとどまった可能性があるにもかかわらず、調査を優先して6ヶ月の遅れを来たしたことである。
- 6万件超の列挙方法が未公開である。
- コンピュータシステムの不具合と発表したが、engadgetの取材には「人為的な設定ミス」が原因であり、2回ミスがあったと回答した。
- 9月30日のソフトバンクの冬春モデル発表会において、事実を把握しているにもかかわらず、「総務省に報告すべき通信の重大な事故は850日以上ない」と孫正義は発表した。
- ソフトバンクとしては個別対応するとしているが、実際には信用情報が照会された先の企業が取得した情報への修正は、現実的に不可能であり、利用者の不利益を取り戻すことは出来無い。

### ソフトバンクにおける個人情報の取り扱い
ソフトバンクにおける個人情報の取り扱いが、公式ウェブサイトによって提示されている。
1. 個人情報保護
2. 電気通信事業等における個人情報の取り扱い
3. 割賦販売・個別信用購入あっせん等における個人情報の取り扱い
4. 保険関連サービスにおける個人情報の取り扱い
5. ソフトバンク携帯サイト向け広告事業の個人情報の取り扱い
6. ソフトバンク携帯サイト向けインターネット検索サービス事業における個人情報の取り扱い
7. 発電事業における個人情報の取り扱い
8. 古物取引における個人情報の取り扱い
9. 社員等個人情報の取り扱い

## 番号ポータビリティに関する問題

### 概要
番号ポータビリティ (MNP) 開始前日の10月23日に新プランなどの発表を行った影響で、さまざまな出来事が発生した。ソフトバンクは10月28日15時頃から10月30日20時にかけて、ゴールドプランへの申し込み殺到によりソフトバンクの登録業務システムにトラブルが生じたと発表した。NTTドコモおよびKDDI (au) はホームページ上において、ソフトバンクモバイルに対して厳重に抗議したと発表した。また、一部店頭では「お客様各位 NTTドコモとKDDI(au)においてシステム障害が発生しております」との誤った説明がなされたと言われ（「ZAKZAK」による報道）、当時の混乱ぶりがうかがえる。このトラブルについて11月11日付ゲンダイネットの報道では、実際はソフトバンクから他社へのキャリア変更（転出）が殺到したのではないかとの推測がなされた。しかし減少数は少なかったので、MNPによる転出者が多すぎたというのも定かでない。また新規契約がかなり多く、ゴールドプランによる影響とも考えられる。別の報道では、家族割引契約の主副回線を決定するプログラムに問題があったとされる。家族まるごとMNPを利用して他事業者に引っ越しした場合、集約すべき主回線契約がなくなるため無限ループに陥ったと説明された。
なお時期は違えど、同様のMNP情報交換に関するトラブルがツーカーを含む携帯事業者4社全てで起こったことから、システムの拡充を急ぐことが各社に求められた。

### 経過
- 2006年10月28日 - 新プラン発表と大々的なキャンペーンが功を奏し、さらに週末という条件が重なり新規加入・機種変更・契約変更ユーザーが殺到した。同日17時30分頃、予想外の集客に契約に関するシステムがダウン、全登録業務を停止し、通常21時頃まで営業している受け付け時間を切り上げた[27]。
- 2006年10月29日 - システムを回復させ営業を再開したが、MNP登録に関する遅延が発生していたため他キャリアへの転出・他キャリアからの転入業務を停止[28]。それ以外の契約業務については引き続き営業中であったが、その後事務処理能力が限界に達する恐れが出てきたため、同日12時10分に再停止した。
- 同日 - 東京都内の一部の「ソフトバンクショップ」にて「NTTドコモ、KDDIにてシステム障害が発生している」という、事実と異なる説明の張り紙を行っていた事が判明。企業姿勢を問われる報道が10月30日になされた。
- 同日 - NTTドコモ、KDDIは連名で、MNPに関する障害によって商機を逸したとしてソフトバンクへ強く抗議。さらに障害の原因究明と対策、そしてキャリア三社連携の必要性をソフトバンクに求めた[29]。
- 2006年10月30日 - 8時にシステムを復旧。他キャリアへの転出・他キャリアからの転入業務を再開。しかし、今後またシステムが停止する恐れがあるとし、11月5日までは新規加入及びMNPに関するもののみの受付とし機種変更は停止状態になっていた[30]。
- 同日 - 社長の孫正義は記者会見を開き、顧客・NTTドコモ・KDDIに対して「ご迷惑をおかけしたことをお詫びしたい」とコメントした[31]。
- 2006年11月6日 - 当初全業務完全復旧の予定であったが、既存客からの携帯電話の機種変更や料金プラン変更の受付を停止した。通常の平日より申し込みが多く、システムへの負荷を軽くするためとされる。同日中に処理できる分に限って申し込みを受け付け、東海から関西地域以西は16時、他の地域も18時で受付中止。6日は再開待ちの客の受付が増えたためとみられる。11月7日から11月10日までの既存客からの受付時間を19時までに早めることに決定した[32]。
- 2006年12月17日 - KDDIが番号ポータビリティの受付を停止、ソフトバンクモバイルおよびドコモに影響が出た。

## 諸問題
契約時に通信速度の制御について“不利益の不告知”の疑い

通信契約締結時に通信速度の制御について がある場合に説明をしない、消費者に対して消費者関連法の“不利益の不告知”の疑いがある。  通信速度の制御については、 4G/4G LTEパケット定額サービス・料金プランでの通信制御実施条件 において、 “パケットし放題フラット for 4G LTE”等の料金プランが、データ通信量が過去3日間で約3GB以上の場合は、速度制限が約3GB以上ご利用した翌日の午前6時から24時間に実施される。2019年11月2日の行政の公開イベントにて、消費者団体が無線電波の国民共有財産の観点から、各社の通信条件の比較表を公開説明したことにより、来場した消費者がソフトバンクに対する従来のイメージや説明等と異なる事に気づいた。

### 広告・テレビCMに関する問題
2006年12月に放送されたゴールドプラン紹介のテレビCMでは、ラクロスの女子学生同士の会話を、他携帯ユーザーに対するいじめを助長するものだと受け取った視聴者からの苦情が、JAROに対して1日約250件寄せられた。広報部は「ゴールドプランの便利さを紹介したいがために制作したものであり、いじめを助長するために作ったものではない」とコメントしている。なお、当該CMの放送は同年12月24日に終了している（ソフトバンクは「予定通りの終了」としている）。
「通話料、メール代0円」と大きく書かれたゴールドプラン（予想外割）の新聞広告が掲載されたが、「ソフトバンク以外の通話、メールは有料」といった注意文言の文字が小さくわかりにくかった。こうした広告は景品表示法違反（有利誤認）にあたるおそれがあるとして、公正取引委員会はソフトバンクモバイルに対して警告した。また同時にドコモ、KDDIも広告が同規定に違反するおそれがあるとして注意を受けている。

#### iPhoneの自動通信機能に関する広告表示問題
iPhoneの3G通信機能をONにしている場合、アプリケーションを追加しない初期状態で利用者がアプリケーションやメールを利用していなくても、利用者が認識しない自動通信によりパケット定額の下限額（1029円）を上回る通信料が発生することが確認された。そのため2011年5月、総務省はソフトバンクモバイルの広告表示が不適正であったと同社に対し、下限額を越える通信料が発生した原因と不適正な広告表示となった原因を究明するとともに広告表示の適正化などの改善措置を行い、それらの報告を求める行政指導を行った。

### 本人確認を怠った問題
2006年11月22日、ソフトバンクショップを運営する株式会社エムデジが携帯電話不正利用防止法に基づく譲渡時本人確認を行っておらず、同法第5条第1項の違反で総務省が是正を命じた。またソフトバンクに対しては再発防止措置の徹底を要請した。
しかし2007年4月12日、ソフトバンクショップを運営している代理店2店舗（有限会社ウエスタン・有限会社アイシーエス）が、携帯電話購入時に個人確認を怠ったとして、総務省が代理店2店舗と監督元であるソフトバンクモバイルに対し再発防止措置の徹底を行なうよう行政指導を行なった。ソフトバンクモバイルはこの代理店2店舗に対し、販売促進支援およびショップ支援を3カ月間停止を決定し、ソフトバンクショップ全代理店に対し、携帯電話を販売する際の個人確認を徹底するように指導した。
さらに2007年6月12日には、ソフトバンクモバイルの携帯電話販売代理店を運営するケアアンドコミュニケーションが、契約者の本人確認を怠ったとして、総務省は同社に是正命令を出した。ソフトバンクモバイルにも代理店に対する監督を徹底するよう再度行政指導を行った。

### 振り込め詐欺対策
2008年1月から6月に振り込め詐欺・オレオレ詐欺で使用された携帯電話約2,300台のうち約7割がソフトバンク携帯だった との報道が12月にあった。警察庁では、同社を含む携帯電話各社に本人確認の徹底を再度要請した。その後同社は、2008年度下期決算報告において、iPhone割賦販売開始当初は信用情報調査を十分に行わなかったため、割賦代金を支払わない契約が続出し、累積で500億円の負債焦げ付きも発生していたが、その後購入時の審査を強化し、このような事態は概ね防ぐことができているとした。

### 通信障害
2008年4月9日、5月5日、5月6日に音声通話不可・パケット通信不可等の事故が3件発生した。これらの事故は影響が大規模かつ長時間にわたったことから重大な事故として取り扱われた。また、いずれの事故も予備系の設備が設置されていたにもかかわらず適切に機能せず、大規模なサービス停止に至ったと判明している。重大な事故が相次いだことを受けて総務省は5月14日、改善を行うようソフトバンクモバイルに指導した。なお、その後も同年10月に鹿児島県で約71,000人、2009年1月に徳島県で約49,000人、2月には北海道で約54,000人が、携帯電話の音声通話ができなくなる通信障害が発生している。
2009年4月19日にはYahoo!ケータイ、S!メールが1570万以上の端末で最大7時間近く利用ができない事故が発生した。当初は東日本のみの障害としていたが、翌日、softbank.ne.jpドメインのS!メールの送受信について全国で障害が発生していたと訂正。また、4月23日にソフトバンクモバイルのコーポレートサイトにおいてこの事故についてのプレスリリースを発行した。この事故の発生を受け、総務省はソフトバンクモバイルに対し再発防止策や（他の設備も含む）設備の点検を求める行政指導を行った。また、利用者への周知が不十分であったとして、利用者への障害周知方法の改善策も求めた。それに伴い、ソフトバンクモバイルでは2009年5月25日付けで総務省へ報告書を提出。再発防止策として、ネットワークが不通に至った事象を防止する新たな機能を実装したことや故障検出機能の強化をしたこと、事故情報をホームページの見やすい位置に掲載するなど、利用者への告知性を向上したと報告した。
2009年7月18日に、午前7時ごろから約10時間にわたって、約14万6000人が第2世代の携帯電話機での通信通話が行えなくなるという、当年4度目の重大な事故が生じた。第2世代携帯電話機の使用者のうち、東北6県と新潟県での契約者および、障害発生時にこの地域にいた人が影響を受けた。
2010年3月9日、沖縄県を含む九州エリアで緊急通報番号（110番・119番・118番）への発信ができない状態が11時20分ごろから5時間弱にわたり発生（118番への発信障害は山口県も影響を受けた）。ネットワーク設備の不具合が原因。復旧した16時35分近くまで不具合の状況を把握できておらず、利用者への通知もなされていなかった。
2010年7月4日、午前5時58分ごろから北海道・東北・関東・東海地区でSoftBank 3G端末からのWeb接続ができなくなった。また、一部機種とiPhoneではMMS（S!メール）の利用ができない状態となった。障害は4時間半後に一部コンテンツサービスの利用を除き復旧、午後1時53分に完全復旧と発表されたが、当日いっぱい影響が続いた。なお本件では最大で契約者約1476万人に影響がでている。同年7月15日、この障害の原因と対策について報告された。原因はハードウェアの故障と、予備サーバーへの自動切り替えが適切に機能しなかったことによると発表している。
2010年9月17日、19時37分頃からメールの送受信・Webへの接続がつながりにくいといった障害が発生した。発生エリアは日本全国であった。発生から3時間後の21時35分に復旧の発表がされたが、影響人数、原因等は発表されていない。
2011年5月25日、近畿2府3県（大阪府・京都府・兵庫県・奈良県・滋賀県）の一部地域で、ソフトバンクモバイルの契約者約7万2,000人について、携帯電話の通話や電子メールの送受信が困難になる障害が発生した。同社は、人為的に障害が引き起こされたとして、6月に大阪府警に被害届を提出。7月8日に同府警は、同社の大阪府内の事務所内にある通信機器端末のデータを、不正プログラムを仕込むことで破壊し、基地局からの電波発信を不可能にさせることで通信障害を引き起こしたとして、同社の業務委託先の元社員の男性を、電子計算機損壊等業務妨害罪で逮捕した。
2018年12月6日、午後1時39分ごろから全国でデータ通信や通話ができなくなったり、インターネット事業の「おうちのでんわ」および「SoftBank Air」で通信障害が発生した。この障害は同日午後6時4分復旧した。原因はエリクソン製のパケット交換機全台にソフトウェア異常が発生し、4Gネットワークに問題が発生、3Gネットワークにも輻輳が起こって通信障害が起きたとしている。また、この障害はイギリスのO2などエリクソン製の交換設備を使用する海外11カ国の通信事業者でもほぼ同時刻に発生したことも明らかにされた。

### その他の問題

#### MNO事業者によるMVNO
2009年3月より、ソフトバンクモバイルは、イー・モバイル網を使ったMVNOにおけるデータ通信サービスを実施した。これらのようなMNOによるMVNOに対し、社団法人テレコムサービス協会 MVNO協議会は次のように反対をしている。

本行為は違法ではなくガイドラインにも反してはいないが、第1種通信免許をもつ事業者(MNO)が他のMNOの通信網を利用するMVNO事業を行うことは、第1種通信事業者としてのモバイル通信網の拡大に対する怠慢であり、有限な周波数の公平な利用に反するにとどまらず、事業者の多様化にもつながらず、移動体通信の競争を阻害する。

これに対し孫社長は、周波数を有効利用するものであり問題はないと反論をしている。
これをふまえ、総務省は同問題に対し、総務省情報通信審議会電気通信事業政策部会および接続政策委員会において調査審議の上、抑制を踏まえた答申が取りまとめられる予定であると発表している。なおPHS事業者のウィルコムもNTTドコモおよびMVNO協議会議長である日本通信の設備を利用し、MVNOサービスを実施している。これをふまえ、総務省は2009年7月7日、「情報通信審議会 電気通信事業政策部会 接続政策委員会」の第7回会合を開催し、ソフトバンクとイー・モバイルのようなMNOのMVNOは「MNOは自ら基地局などの設備投資を行うのが義務である」という考え方に基づき原則禁止にする方向性をうちだした。ただし、NTTドコモとWILLCOMのMVNOのように異なる市場のサービスを提供する場合や、新規参入したMNOが基地局を全国展開するまで暫定的に利用する場合、MNOによるMVNO化は許容できるとした。
なお、2010年10月1日より、ウィルコムのMVNOサービス、WILLCOM CORE 3Gのラインナップに、ソフトバンクモバイル・3G ハイスピード網が追加された（同日には法人向けデータ通信プランのみ、同年10月8日より、PHSとのデュアルプランが開始されるが、個人向けのデータ通信プランは用意されない）。これに伴って、同年9月30日を以って、従前のドコモ網を利用したサービスの新規受付は終了された。

#### 「らくらくホン」問題
ソフトバンクモバイルから発売されたかんたん携帯 821Tに関して、NTTドコモと富士通はソフトバンクモバイルおよび東芝に対して、不正競争防止法の模倣品販売の条項に基づき同端末の製造・販売などの差し止めを求め、東京地方裁判所に仮処分申請を申し立てた。ドコモおよび富士通は、NTTドコモから販売されている富士通製端末FOMAらくらくホンIIIのボタンレイアウト、ユーザインタフェースなど複数の項目でデザインなどが酷似していると主張。NTTドコモおよび富士通は、ソフトバンクモバイルおよび東芝に対し警告してきたが、満足のいく回答が得られなかったために仮処分申請に踏み切ったと記者会見で述べた。本件は2009年4月に和解が成立した。なお、和解金等の条件は非公表。

#### 緊急地震速報対応の遅延
2007年5月30日、ソフトバンクモバイルも他社と同様の緊急地震速報配信システムの開発を表明した。このとき、提供時期は「2008年度中」とアナウンスされた。NTTドコモは2007年11月発売のFOMA 905iシリーズ全機種から、auは2008年1月以降発売の2008年春モデル10機種中6機種が対応し、以降は全機種が対応したが、ソフトバンクは2009年9月18日発売のSoftBank 831N一機種のみと出遅れた。同年5月19日に当端末が発表された際、サービス開始時期は、「今秋」 とアナウンスされたが、端末発売二日前の同年9月16日には「2009年11月下旬以降」に繰り下げられ、開始当時のサービスエリアも佐賀県・長崎県・熊本県・宮崎県・鹿児島県の九州5県に限定された。同年10月27日になってサービスエリアが長崎, 熊本, 宮崎, 鹿児島の4県に縮小され、予告されていた開始予定時期の直前の同年12月24日になって、九州4県でのサービス開始も撤回された。サービス開始時期は「2010年夏以降」に延期され、サービス提供エリアについても白紙となった。
2010年10月7日に全国対応完了を告知した。最初の対応機種は、SoftBank 831Nのみだったが、東日本大震災後の2011年7月にSoftBank 840Nがソフトウェア更新後、利用可能になり、また、既に発売されていたAndroidプラットフォームのスマートフォンが緊急地震速報の受信に対応するようになったが既存のフィーチャーフォン(いわゆるガラケー)には対応しない(対応できない)と明言している。

#### NPO法人から犯罪組織に携帯電話端末が流出
横浜市に拠点を置き、慈善事業を展開していた2つのNPO法人は、ソフトバンクモバイルの携帯電話端末約2,000台を法人名義（会員向け）で契約していたが、そのうちの一部が法人以外の組織に流失していた。また、うち約100台の端末は、薬物の密売や特殊詐欺などの犯罪に悪用されていた。NPO法人はこれらの端末を使う目的がなく、利用料金は代理店が負担していた。

## 現在の端末ラインアップ
- SoftBank 3G - 第3世代携帯電話（W-CDMA方式）サービス。
- 3G ハイスピード - HSPAサービス。
- 第3.5世代携帯電話（HSDPA方式）サービス。全国の主な都市圏で利用できるサービス。
- SoftBank X/SoftBank スマートフォン
前者は、第3.5世代携帯電話（HSDPA方式）サービス。基本的に3Gと変わらないが、スマートフォン及びPocket PCでの呼称。ただし、2010年冬モデル以降は、型番ルールを SoftBank 3G と共通化するとともに、専用のUSIMカードを採用した上で、呼称も「SoftBank スマートフォン」に改めた。後者は、2015年時点での主力サービス。
後者は、第3.5世代携帯電話（HSDPA方式）サービス。2010年冬モデル以降の端末の新型番方式の導入に伴い、上述のXシリーズに代わりスマートフォン及びタブレットデバイスの呼称となった。
- 4Gケータイ - Android OSを採用した、フィーチャーフォン。ただし、SoftBank 501SHのように、LTEはおろか3Gネットワークにしか対応していないものも、便宜上含まれる。
- ULTRA SPEED - 実質的な逼迫対策バンドである、UMTSバンド11を利用した、HSPA+（データ専用端末はDC-HSDPAを含む）サービス。
- ULTRA PHONE - データ通信方式は3G ハイスピード、ULTRA SPEEDの併用で、音声通話は従来のSoftBank 3Gの方式で採用したサービス。
- SoftBank 4G - Wireless City PlanningのMVNOとしてのAXGPサービスのブランド名。
- SoftBank 4G LTE - FDD-LTE方式による高速データ通信サービス。なお、旧ワイモバイル網を併用するものについては、別途ダブルLTEと称する。
- Hybrid 4G LTE - 上記4Gと4G LTEのデュアルモード。
- ソフトバンクコネクトUSB・ソフトバンクコネクトカード
W-CDMA方式またはHSDPA方式によるデータ通信専用端末。現行商品は、HSDPA方式による高速データ通信端末のほか、ULTRA SPEEDに対応した、DC-HSDPA対応端末もある。
- デジタルフォトフレーム
- みまもりシリーズ

## ツーカーとの提携
前述の「デジタルツーカー」提携以降、ツーカーは「スカイメッセージ」などソフトバンクに準じたサービスも併せ持っていた（「スカイメッセージ」はソフトバンクと相互送受信可能だった）。また、ツーカーの営業区域外（旧「デジタルツーカー」区域）では、同一の通信方式のソフトバンクにローミングしていた。

## 地域会社時代の各社の業務区域
2000年10月にジェイフォン東日本となった会社
- 東京デジタルホン(TDP) → ジェイフォン東京(JPT) → ジェイフォン東日本(JPE/存続、エリアとしてはJET)
  - 茨城県、栃木県、群馬県、埼玉県、千葉県、東京都、神奈川県、山梨県及び長野県

- デジタルツーカー北海道(DTD) → ジェイフォン北海道「JPD」(東日本会社時代の、支社略号はJED)
  - 北海道

- デジタルツーカー東北(DTT) → ジェイフォン東北「JPH」(東日本会社時代の、支社略号はJEH)
  - 青森県、岩手県、宮城県、秋田県、山形県、福島県及び新潟県

2000年10月にジェイフォン西日本となった会社
- 関西デジタルホン(KDP) → ジェイフォン関西(JPK) → ジェイフォン西日本(JPW/存続、エリアとしてはJWK)
  - 滋賀県、京都府、大阪府、兵庫県、奈良県及び和歌山県

- デジタルツーカー北陸(DTH) → ジェイフォン北陸「JPR」(西日本会社時代の、支社略号はJWR)
  - 富山県、石川県及び福井県

- デジタルツーカー中国(DTC) → ジェイフォン中国「JPN」(西日本会社時代の、支社略号はJWN)
  - 鳥取県、島根県、岡山県、広島県及び山口県

- デジタルツーカー四国(DTS) → ジェイフォン四国「JPS」(西日本会社時代の、支社略号はJWS)
  - 徳島県、香川県、愛媛県及び高知県

- デジタルツーカー九州(DTQ) → ジェイフォン九州「JPQ」(西日本会社時代の、支社略号はJWQ)
  - 福岡県、佐賀県、長崎県、熊本県、大分県、宮崎県、鹿児島県及び沖縄県

全国1社体制になるまで存続した会社
- 東海デジタルホン(CDP) → ジェイフォン東海「JPC」
  - 岐阜県、静岡県、愛知県及び三重県

- 各社名の後に記載されているアルファベット（大文字）はグループ内で呼称されていた略称。他事業社の内部資料でも使用されていた。
- デジタルツーカーからジェイフォンへの各社の変更は1999年10月。
- 2000年5月に全ての会社の筆頭株主をつとめる親会社となった「ジェイフォン株式会社」が、ボーダフォンの経営参入に際し2001年11月に上記の全社を合併・統合し、地域分割の形は終了した。

なお、カスタマーオペレーションセンター（コールセンター含む）は、統合の過程で宮城県黒川郡富谷町（現・富谷市）、愛知県内、大阪府内、福岡市早良区の4箇所に集約された。富谷市は旧東日本会社と北陸エリアを、早良区は北陸・関西を除く旧西日本会社のエリアとディズニー・モバイル利用者を、それぞれ管轄している。愛知県内設置分は旧東海エリア、大阪府内設置分は旧関西エリアをそれぞれ管轄しているが、出納関係は、早良区のオペレーションセンターが管轄する。

### 端末関連
- SoftBank 3G（旧・ボーダフォングローバルスタンダード→Vodafone 3G）
  - 3G ハイスピード
- SoftBank X シリーズ
- SoftBank スマートフォン
- 神ジューデン
- iPhone
- Google Pixel
- Samsung Galaxy
- Apple Watch
- Google Pixel Watch
- SoftBank 6-2 シリーズ（旧・J-5X/J-0Xシリーズ→V3/V4/V5/V6シリーズ）
- 写メール
- デルモジ表示
- S!アプリ

### 料金・サービス関連
- SoftBank 5G
- SoftBank 4G
- SoftBank 4G LTE
- S!ミュージックコネクト
- ULTRA SPEED
- Yahoo!ケータイ
  - S!ケータイ動画/S!情報チャンネル/S!GPSナビ/S!FeliCa /S!ループ
- オレンジ/ブループラン
- SoftBankカード
- ゴールドプラン
- スーパー安心パック
- スーパーボーナス
- ステーション
- スマート一括
- ソフトバンクプリペイドサービス
- パケットし放題
- パケット定額
- ハッピーボーナス
- プラチナバンド
- プリモバイル
- ホワイトプラン
  - Wホワイト
- スマ放題